# Legge Haby
La legge Haby è una norma relativa all'istruzione francese, promulgata l'11 luglio 1975 su impulso dell'allora Ministro dell'istruzione pubblica René Haby e voluta personalmente dal Presidente della Repubblica Valéry Giscard d'Estaing. La versione in vigore fu integrata nel Codice dell'educazione nel 2000.
Essa prevedeva l'introduzione di un "collège per tutti" (il primo ciclo di istruzione secondaria) come continuazione della "scuola per tutti" (istruzione primaria). Per questo motivo da allora fu utilizzato il termine "collège unique" (collegio unico).
Da un lato, la legge Haby proseguiva il processo di massificazione dell'istruzione iniziato con le leggi di Jules Ferry nel 1882: introduceva la gratuità dell'istruzione al collège, indispensabile in un'epoca in cui l'età legale per l'istruzione obbligatoria era aumentata a 16 anni a partire dal 1959.
D'altra parte, standardizzava il contenuto delle materie e quindi le conoscenze degli alunni francesi. Le materie insegnate al collège erano sia di tipo intellettuale che manuale.
Tra le altre disposizioni, la legge Haby riconobbe per la prima volta la nozione di "comunità educativa" composta da alunni, insegnanti, personale non docente e genitori. Incoraggiò l'insegnamento delle lingue regionali, prevedendo che potessero essere studiate durante tutto il percorso scolastico. La legge stabiliva inoltre che l'architettura scolastica dovesse svolgere un ruolo educativo.

## Critiche
Portabandiera delle pari opportunità al momento della sua introduzione nel 1975, il collegio unico fu subito oggetto di aspre critiche, in particolare per il rischio di introdurre un "sapere minimo" inteso come una riduzione del campo delle conoscenze. Nel 1994, François Bayrou, Ministro francese dell'istruzione, denunciò l'uniformità del collège unique; la persistente disuguaglianza tra le scuole, l'aumento della violenza e l'eterogeneità degli alunni furono visti come i suoi mali, che nessuna riforma fu capace di sradicare3.
Il filosofo di estrema sinistra Jacques Derrida si oppose alla legge Haby. A suo avviso, il suo obiettivo era quello di produrre lavoratori, non cittadini. Era una risposta alle richieste dei datori di lavoro e uno strumento di assoggettamento sociale.
Già nel 1980, un libro dal titolo significativo, La Génération sacrifiée : les dégâts de la réforme de l'enseignement (La generazione sacrificata: i danni della riforma dell'istruzione), scritto dal filosofo di estrema destra Jean-Marie Benoist, denunciava:
("Réforme Haby" ou collège unique giscardien ?, Odile Jacob, 1995)
Oltre ai principi, anche l'attuazione della legge fu ampiamente contestata perché gli obiettivi del collegio unico erano ben lungi dall'essere raggiunti: non avevano cancellato gli effetti delle disuguaglianze sociali nel successo scolastico e permanevano forti disparità tra gli studenti dei collegi6, mentre l'acquisizione delle conoscenze fondamentali tendeva a diminuire.
Claude Lelièvre, storico dell'istruzione francese, osservò che già nel 1976 il Syndicat national des lycées et collèges (Sindacato nazionale dei licei e collegi), orientato a destra, denunciava:
(La loi Haby a été promulguée il y a quarante ans déjà, EducPro, 10 luglio 2015)

Guy Bayet, presidente della Société des agrégés, attaccò il "nucleo comune, dannoso per tutti gli alunni"; e l'Unione nazionale interuniversitaria, un sindacato studentesco di estrema destra, ribadì: 
()
Nel 2015 la rivista Slate rilevò che il benessere dei giovani francesi a scuola diminuiva significativamente a partire dal college, che la violenza e le molestie erano in aumento e a livelli tra i più alti in Europa, con gli alunni bravi in prima linea nel bullismo. Il liceo era anche un luogo in cui la fiducia in se stessi viene erosa, con alcuni giovani che vengono retrocessi o abbandonano la scuola. L'insuccesso scolastico non era in diminuzione.